# Copa do Mundo de Netball
A Copa do Mundo de Netball é um torneio de netball que se organiza a cada quatro anos, organizado pela Associação Internacional de Federações de Netball (IFNA), inaugurada em 1963.

## Resultados
| Ano  | 1º                                        | 2º                | 3º                | Lugar                            | Equipes |
| ---- | ----------------------------------------- | ----------------- | ----------------- | -------------------------------- | ------- |
| 1963 | Austrália                                 | Nova Zelândia     | Inglaterra        | Eastbourne, Inglaterra           | 11      |
| 1967 | Nova Zelândia                             | Austrália         | África do Sul     | Perth, Austrália                 | 8       |
| 1971 | Austrália                                 | Nova Zelândia     | Inglaterra        | Kingston, Jamaica                | 9       |
| 1975 | Austrália                                 | Inglaterra        | Nova Zelândia     | Auckland, Nova Zelândia          | 11      |
| 1979 | Austrália Nova Zelândia Trinidad e Tobago |                   |                   | Port of Spain, Trinidad e Tobago | 19      |
| 1983 | Austrália                                 | Nova Zelândia     | Trinidad e Tobago | Singapura                        | 14      |
| 1987 | Nova Zelândia                             | Trinidad e Tobago | Austrália         | Glasgow, Escócia                 | 17      |
| 1991 | Austrália                                 | Nova Zelândia     | Jamaica           | Sydney, Austrália                | 20      |
| 1995 | Austrália                                 | África do Sul     | Nova Zelândia     | Birmingham, Inglaterra           | 27      |
| 1999 | Austrália                                 | Nova Zelândia     | Inglaterra        | Christchurch, Nova Zelândia      | 26      |
| 2003 | Nova Zelândia                             | Austrália         | Jamaica           | Kingston, Jamaica                | 24      |
| 2007 | Austrália                                 | Nova Zelândia     | Jamaica           | Auckland, Nova Zelândia          | 16      |
| 2011 | Austrália                                 | Nova Zelândia     | Inglaterra        | Singapura                        | 16      |
| 2015 | Austrália                                 | Nova Zelândia     | Inglaterra        | Sydney, Austrália                | 16      |
| 2019 | Nova Zelândia                             | Austrália         | Inglaterra        | Liverpool, Inglaterra            | 16      |